# Krioprotektant
Krioprotektant – substancja lub mieszanina substancji chroniąca zamrażany obiekt. Zwykle pojęcie to jest używane w odniesieniu do zamrażania tkanek i innych próbek biologicznych.
Właściwości krioprotekcyjne tych substancji polegają na obniżeniu temperatury zeszklenia zamrażanego obiektu, poniżej temperatury topnienia. W ten sposób układ zachowuje się jak ciało amorficzne, które zestala się, nie wytwarzając kryształów, mogących uszkodzić próbkę. W przypadku próbek biologicznych uszkodzenia są głównie powodowane nie przez kryształki lodu (jako że wnętrze komórek zwykle nie zamarza w taki sposób, o ile w ogóle), ale przez zmiany ciśnienia osmotycznego i siły jonowej (zawartości elektrolitów w płynie komórkowym). Krioprotektantami są także substancje przeciwdziałające zamarzaniu w ogóle albo powodujące kontrolowaną nukleację kryształków lodu.
W naturalne krioprotektanty wyposażone są arktyczne i antarktyczne zwierzęta zmiennocieplne (owady, płazy, gady), by chronić swoje tkanki przed uszkodzeniami podczas zimowej hibernacji. Te funkcje krioochronne mogą pełnić specjalne białka działające jako nukleatory kontrolowanego zamarzania (ang. protein ice-nucleators) lub przeciwzamarzacze (antifreeze proteins). Takie białka znajdują się w płynach ustrojowych (krwi, chłonce).
Krioprotektantami w przemyśle są najczęściej różne glikole, czyli alkohole polihydroksylowe (glikol etylenowy, propylenowy, gliceryna). Glikol etylenowy jest składnikiem zimowych płynów do chłodnic samochodowych, a propylenowy bywa używany do redukcji kryształków lodu w lodach w celu uzyskania gładszej masy. Innym popularnym krioprotektantem jest dimetylosulfotlenek, razem z glicerolem powszechnie używany do ochrony próbek biologicznych (spermy, zarodków) podczas ich przechowywania w ciekłym azocie.
By podnieść efektywność krioprotektantów i złagodzić skutki uboczne ich stosowania, najczęściej stosuje się ich mieszaniny. Mieszanina formamidu z dimetylosulfotlenkiem, glikolem propylenowym i odpowiednim koloidem przez długi czas była najbardziej efektywnym sztucznie wytworzonym krioprotektantem.